# Strata Diocletiana
Strata Diocletiana (от латински: Пътят на Диоклециан) е древен военен римски път на арабския лимес (Limes arabicus) в провинция Сирия на източната граница на Римската империя. Построен е по времето на Диоклециан (упр. 284 – 305) през 298 г. Започва от южния бряг на Ефрат, минава източно от Палмира и Дамаск и води до североизточна Арабия. По пътя са построени множество крепости (castellum) на разстояние 20 римски мили една от друга.